# Schommelstoelen en wippen
Schommelstoelen en wippen is een meerdelig artistiek kunstwerk in Amsterdam-Oost.

## Geschiedenis
De Pieter Vlamingstraat sluit niet goed aan op de Singelgracht met Mauritskade. De straat ligt in een rechthoekig volgebouwd buurtje; de Mauritskade en Singelgracht kronkelen. Dit zorgt ervoor dat de kruising in een scherpe hoek (noordkant P. Vlamingstraat) en stompe hoek (zuidkant P. Vlamingstraat) plaatsvindt. Daardoor ontstond een driehoekig pleintje, dat officieus de naam Pieter Vlamingplein heet met een gebouw in de vorm van een zogenaamde taartpunt. In rustiger tijden was er inderdaad een pleintje met een open verbinding tussen straat en kade, zo is te zien op een tekening uit 1927 van A.B.J. Mulder. Om het rustig te houden verviel die aansluiting voor verkeer; er kwam een keerpunt met parkeerplaats. Later, 1961, werd er een speelplaats ingericht met speeltoestellen van Aldo van Eyck met twee tunnels (een grote en een kleine), duikelrek en afwijkende zandbak.   In 1984 werden de objecten weer verwijderd. 

## 21e eeuw
Bij weer een andere indeling in het midden van de jaren nul van de 21 eeuw zocht Stadsdeel Amsterdam-Oost/Watergraafsmeer wederom invulling van de lege en loze ruimte. Het stadsdeel werkte bij andere soortgelijke projecten in die tijd samen met Handle with Care (zie bijvoorbeeld Kastanje). Het stadsdeel zocht een combinatie van betekenisdrager en speelaanleiding. Dat laatste werd door kunstenaar Lyanne van Diepen van Handle with Care ingevuld door twee wippen in het versmalde deel van het plein. Zij accentueren de richting van het plein (aldus Stadsdeel) en benadrukken de omringende haag. Daarbij is het de bedoeling dat de kinderen door middel van aanraking sommige delen van het verbronste oppervlak laten glimmen tegenover het “ongepoetste” oppervlak. Voor de oudere bewoners zijn ter herinnering schommelstoelen geplaatst, die hier vaak voor de haard in de woningen zouden hebben gestaan. Ze dienen tevens als oriëntatiepunt, zitgelegenheid en moeten ook veiligheid en huiselijkheid uitdrukken.
Het geheel moet rust brengen in de drukke Dapperbuurt met haar Dappermarkt. De beeldengroep kwam na een renovatie van gebouwen aan het plein. Het traject nam vier jaar in beslag (2009-2012) 
Aan de zijkant van het speelplaatsje staat een aantal zitbankjes, waarvan er twee in de rugleuning het portret van Pieter Vlaming geven.

## Afbeeldingen

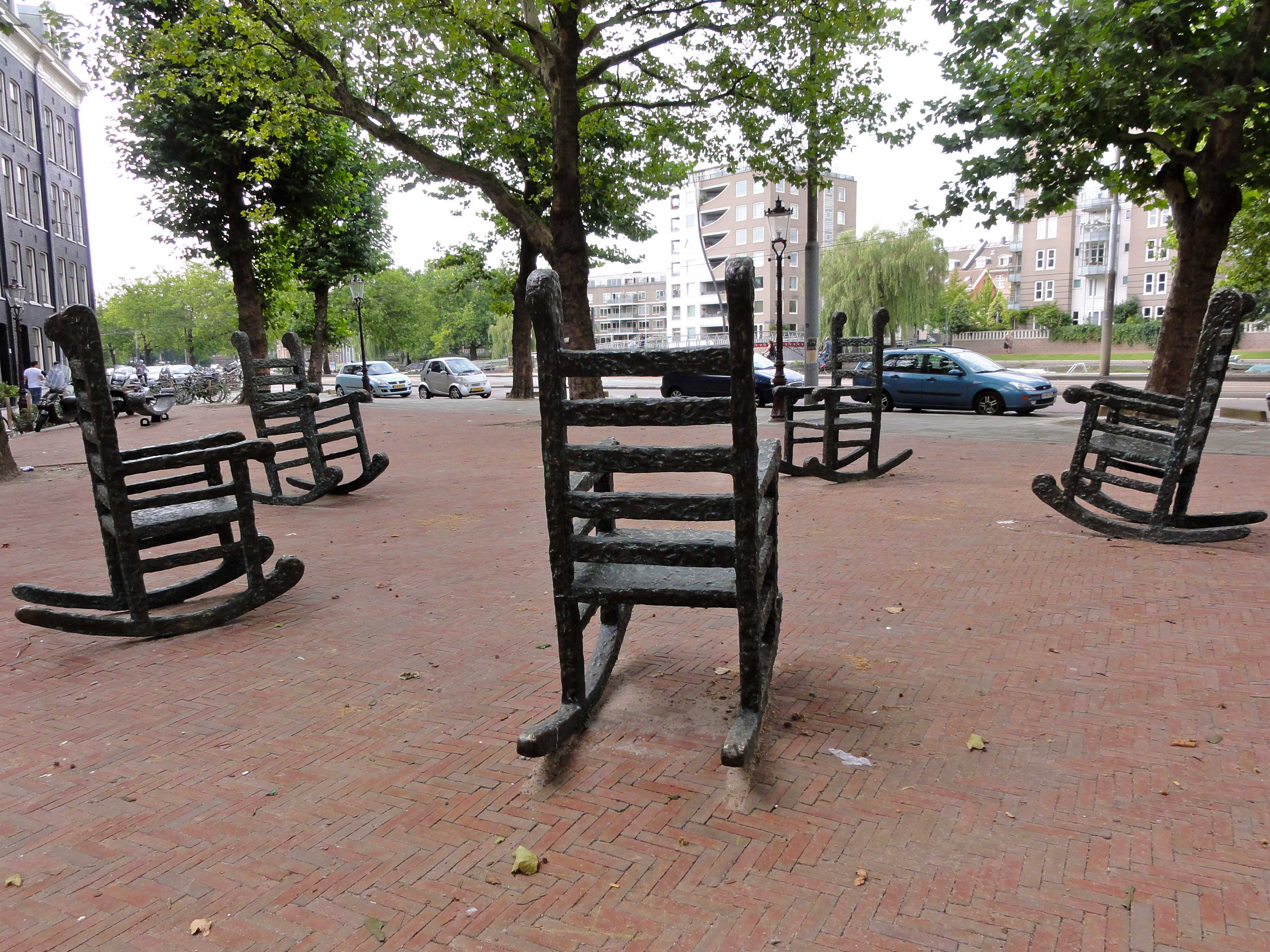
Schommelstoelen (2017)
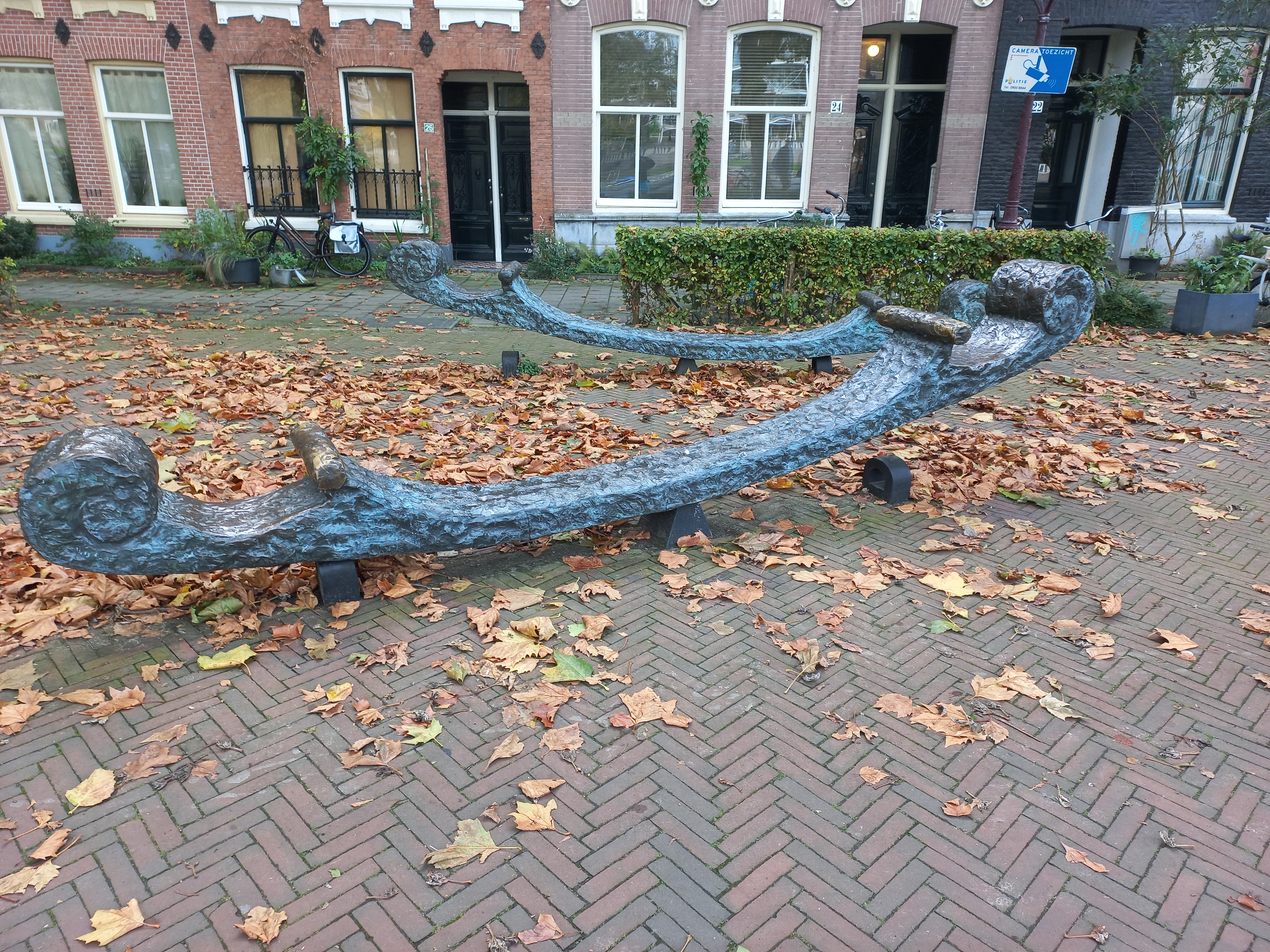
Wippen (oktober 2023)
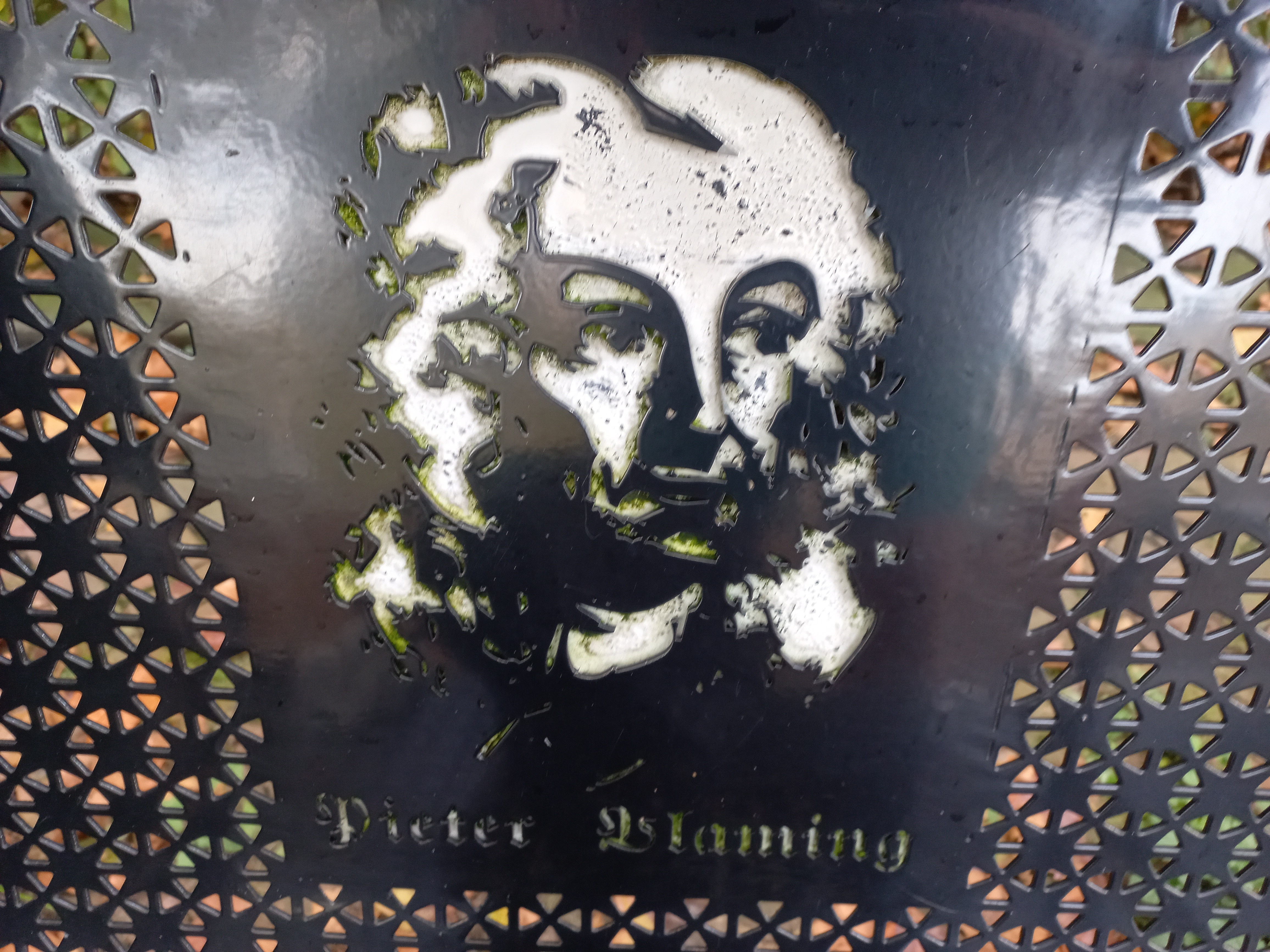
Pieter Vlaming op zitbank (oktober 2023)